# Charles Warren Stone

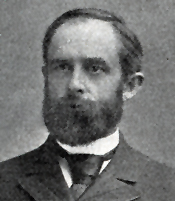
Charles Warren Stone (1896)

Charles Warren Stone (* 29. Juni 1843 in Groton, Middlesex County, Massachusetts; † 15. August 1912 bei Warren, Pennsylvania) war ein US-amerikanischer Politiker. Zwischen 1890 und 1899 vertrat er den Bundesstaat Pennsylvania im US-Repräsentantenhaus. Außerdem war er von 1879 bis 1883 Vizegouverneur dieses Staates.

## Werdegang
Charles Stone besuchte die Lawrence Academy in Groton und danach bis 1863 das Williams College in Williamstown. Im selben Jahr zog er nach Warren in Pennsylvania, wo er im Schuldienst arbeitete. 1865 wurde er Schulrat im Warren County. Nach einem anschließenden Jurastudium und seiner 1867 erfolgten Zulassung als Rechtsanwalt begann er in Warren in diesem Beruf zu arbeiten. Er wurde auch Kurator des Pennsylvania State College. Gleichzeitig schlug er als Mitglied der Republikanischen Partei eine politische Laufbahn ein. In den Jahren 1870 und 1871 war er Abgeordneter im Repräsentantenhaus von Pennsylvania; von 1877 bis 1878 gehörte er dem Staatssenat an. Zwischen 1879 und 1873 war er als Vizegouverneur seines Staates Vertreter von Gouverneur Henry Hoyt. Von 1887 bis 1890 war er als Secretary of the Commonwealth der geschäftsführende Beamter der Staatsregierung von Pennsylvania.
Nach dem Tod des Abgeordneten Lewis Findlay Watson wurde Stone bei der fälligen Nachwahl für den 27. Sitz von Pennsylvania als dessen Nachfolger in das US-Repräsentantenhaus in Washington, D.C. gewählt, wo er am 4. November 1890 sein neues Mandat antrat. Nach vier Wiederwahlen konnte er bis zum 3. März 1899 im Kongress verbleiben. In diese Zeit fiel der Spanisch-Amerikanische Krieg von 1898. Ab 1895 war Stone Vorsitzender des Committee on Coinage, Weights, and Measures. 1898 wurde er nicht wiedergewählt.
Ebenfalls im Jahr 1898 kandidierte Charles Stone erfolglos für das Amt des Gouverneurs von Pennsylvania. Nach dem Ende seiner Zeit im US-Repräsentantenhaus praktizierte er wieder als Anwalt. Er starb am 15. August 1912 auf seinem Anwesen nahe Warren. In dieser Stadt wurde er auch beigesetzt.